# Ruth Donnelly (schaakster)
Ruth Donnelly (19 januari 1920 – 4 april 2009) was een Amerikaans schaakster.

## Carrière
Van 1972 tot en met 1989 nam ze deel aan negen Amerikaanse kampioenschappen voor vrouwen. In 1972 behaalde ze de derde plaats op het Amerikaanse kampioenschap, een persoonlijk record. In 1973 nam ze deel aan het Wereldkampioenschap Schaken voor vrouwen in Menorca en deelde ze de 17e en 18e plaats met Linda Maddern. In 1992 en 1993 won ze de bronzen medaille op het World Senior Women's Chess Championship.